# Dear Esther
Dear Esther è un videogioco di avventura grafica in prima persona sviluppato da The Chinese Room per Microsoft Windows, macOS e Linux. Dopo una prima uscita avvenuta nel 2008 come mod di Half-Life 2, il gioco fu risviluppato con il motore grafico Source, per una pubblicazione commerciale avvenuta nel 2012.
A differenza dei classici e tradizionali game design, Dear Esther non presenta praticamente nessun enigma o attività da fare. L'unico obiettivo del giocatore è quello di esplorare un'isola senza nome nelle Ebridi, e ascoltare la voce di un uomo tormentato che legge una serie di lettere della moglie defunta. I dettagli della sua morte misteriosa si rivelano ogni qual volta il giocatore si sposta nei pressi dell'isola.
Mentre alcuni critici mettono in discussione se Dear Esther sia un vero videogioco o meno, altri hanno dato una ricezione critica generalmente positiva. Il gioco è stato pubblicato per PlayStation 4 e Xbox One il 20 settembre 2016 e distribuito una seconda volta per PC / Mac il 14 febbraio 2017 sotto il nome di Dear Esther: Landmark Edition.
Nel mese di agosto 2015 è stato pubblicato il suo successore, dal titolo Everybody's Gone to the Rapture, per PlayStation 4 mentre per Microsoft Windows nell'aprile del 2016.

## Trama
Il protagonista esplora un'isola disabitata delle Ebridi e ascolta la lettura di un uomo anonimo che legge una serie di frammenti di lettere di una donna di nome Esther. Le lettere suggeriscono che Esther fosse sua moglie e che lei fosse morta in un incidente stradale. Molti altri personaggi sono citati dal narratore: un uomo di nome Donnelly, che ha tracciato l'isola in passato; Paul, che sembra essere il possibile conducente ubriaco nell'incidente in cui Esther morì, e un pastore di nome Jakobson che viveva sull'isola nel XVIII secolo.
A mano a mano che il giocatore esplora l'isola, si trovano i resti abbandonati di edifici, di un naufragio, e di un sistema di grotte le cui pareti sono adornate con immagini che ricordano i diagrammi chimici, schemi elettrici, neuroni e batteri. In vari punti si vede una figura allontanarsi dal giocatore, ma scompare prima che si possa raggiungere. Le identità dei personaggi diventano meno chiare a mano a mano che il giocatore progredisce nella storia. L'ambiguità dei frammenti di lettera riprodotti a caso costringe il giocatore a trarre individualmente le proprie conclusioni sulla storia.
Alla fine del gioco, il giocatore raggiunge l'antenna radio in cima all'isola e sale una scala per la cima mentre il narratore espone un monologo. Nel momento in cui il giocatore salta fuori e cade sulla riva di sotto, la sua ombra diventa quella di un uccello. Il giocatore vola attraverso la baia dell'isola, sopra una serie di barchette di carta nell'acqua dove ci sono anche le molte lettere che il narratore aveva scritto a Esther.

## Modalità di gioco
Lo stile di gioco di Dear Esther è praticamente minimo, l'unico obiettivo è quello di esplorare l'isola. Come il giocatore raggiunge una nuova posizione sull'isola, il gioco rivela un nuovo frammento di lettera relativo a tale zona. Diversi frammenti vengono riprodotti in ogni livello del gioco, rivelando ogni volta diversi aspetti della storia.
La voce narrante è in inglese ma esiste una patch ufficiale per i sottotitoli in italiano.

## Sviluppo
Il gioco originale di Dear Esther era una delle diverse modifiche (mod) sviluppate dalla The Chinese Room quando lo studio era ancora un progetto di ricerca presso l'Università di Portsmouth. Il progetto è stato finanziato da una sovvenzione della Arts and Humanities Research Council e guidata da Dan Pinchbeck, professore e docente presso l'università. La storia e la sceneggiatura sono state composte da Pinchbeck, che ha citato le opere di William S. Burroughs come influenza sulla scrittura.
L'artista di giochi indie Robert Briscoe ha iniziato a lavorare sulla completa riscrittura di Dear Esther nel 2009, con il pieno sostegno di Pinchbeck. Briscoe e The Chinese Room hanno lavorato in parallelo sul rifacimento del gioco, con gran parte dei disegni dei livelli già completati da Briscoe basati su concept art di Ben Andrews. Nel ridisegnare il paesaggio dell'isola, Briscoe mirava a eliminare la confusione causata dai diversi layout del gioco originale, e migliorare l'ambiente con diverse caratteristiche, reintroducendo il paesaggio arido della mod originale.
Nel marzo 2011, mentre il gioco era ancora in fase di sviluppo, The Chinese Room ha perso il sostegno finanziario dell'università, che aveva fatto fino ad allora affidamento sullo studio per pagare la licenza della Source Engine necessaria per un'uscita commerciale del gioco, ma l'ufficio legale dell'università era insoddisfatto del contratto di licenza e si rifiutò di firmarla. The Chinese Room allora si rivolse a un fondo finanziario, che dopo aver giocato una demo, ha accettato di finanziare il progetto.
Il fondatore finanziario Ron Carmel ha affermato: "Non appena la gente ha iniziato a giocare, il tono della conversazione è cambiata completamente, e le persone erano molto a favore di questo progetto". Entro sei ore della pubblicazione rimasterizzata su Steam, oltre 16.000 unità sono state vendute, consentendo agli sviluppatori di pagare completamente il loro fondo finanziario.
Robert Briscoe ha annunciato in un post sul blog, il 14 febbraio 2014, che aveva iniziato la conversione di Dear Esther nel motore Unity due mesi prima di questo annuncio. Ha rivelato anche che la conversione per Linux sarebbe stata abbandonata e che sarebbero stati risolti alcuni problemi su Mac OS X.
La voce del narratore di Dear Esther è di Nigel Carrington, la cui sceneggiatura è stata prorogata per il remake. La musica del gioco è stata composta da Jessica Curry, una compositrice di musica indipendente e co-direttrice della The Chinese Room. Nello sviluppo del remake, Curry ha revisionato e ri-orchestrato la musica del gioco con più strumenti e ha raggiunto quasi il doppio della lunghezza della colonna sonora originale. La musica del gioco originale è stata distribuita gratuitamente l'8 luglio 2008, poco dopo il l'uscita della mod, e la colonna sonora rimasterizzata è stata pubblicata il 14 febbraio 2012, tramite Amazon, iTunes e Bandcamp.